# Баюйцюань
Баюйцюа́нь (кит. упр. 鲅鱼圈, пиньинь Bàyúquān) — район городского подчинения городского округа Инкоу провинции Ляонин (КНР). Название района в переводе означает «Круг для скумбрий» и связано с местной легендой о том, как в древние времена для того, чтобы поймать «короля скумбрий», из прямого берега сделали полукруглую бухту.

## История
В 1984 году коммуна Баюйцюань была выведена из состава уезда Гайсянь и стала районом городского подчинения Инкоу.

## Административное деление
Район Баюйцюань делится на 4 уличных комитета и 3 посёлка.

## Соседние административные единицы
Район Баюйцюань на западе выходит к Бохайскому заливу Жёлтого моря, с остальных сторон окружён городским уездом Гайчжоу.